# Kriegerdenkmal (Wiesbaden-Dotzheim)

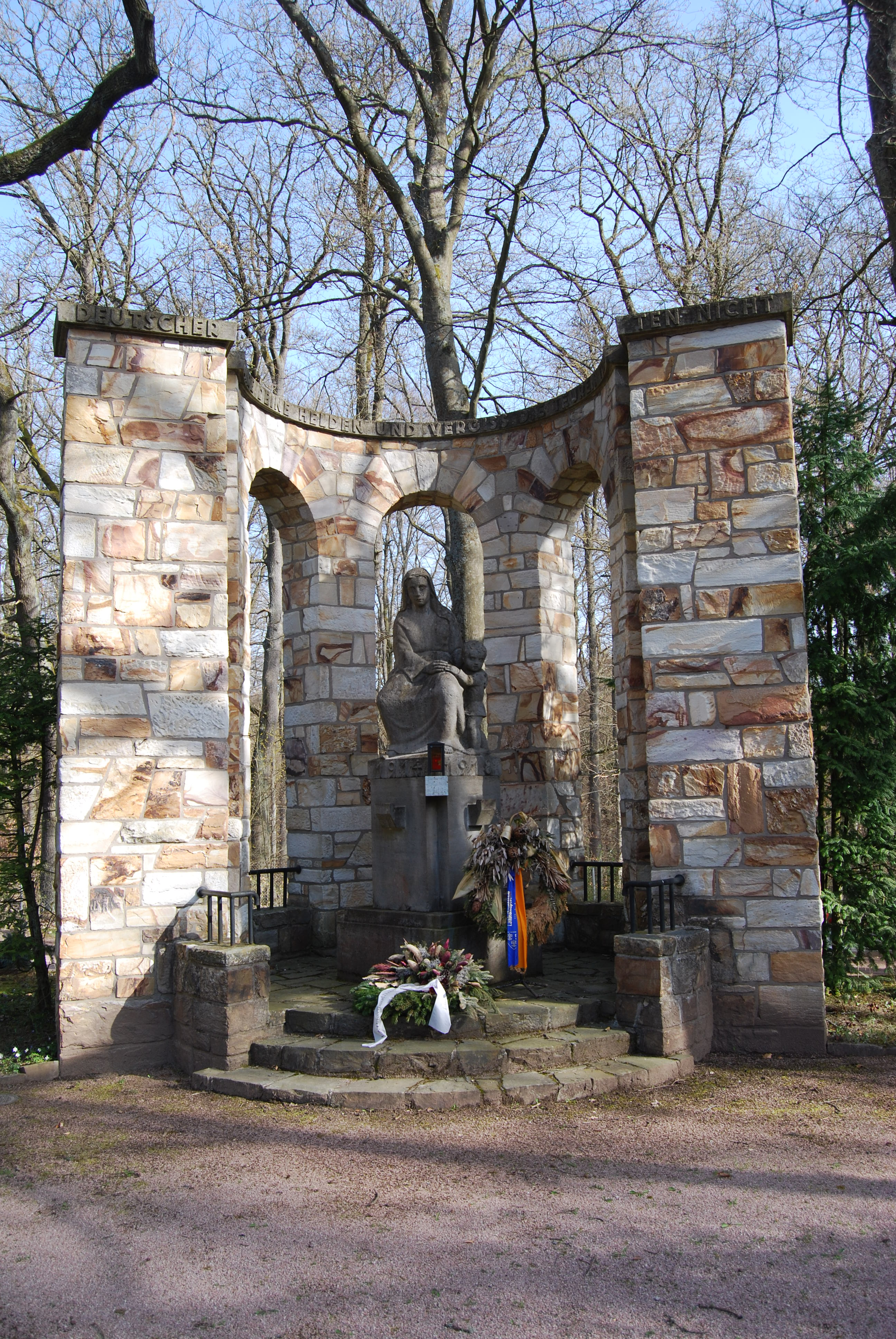
Kriegerdenkmal auf dem Friedhof in Wiesbaden-Dotzheim, 1928

Das im Jahr 1928 auf dem Waldfriedhof Dotzheim von Wiesbaden-Dotzheim errichtete Kriegerdenkmal zum Gedenken an die Toten des Ersten Weltkriegs galt zu Zeiten seiner Errichtung vielen „als das schönste in Hessen-Nassau.“

## Baugeschichte
Im Jahr 1925 wurde das Thema eines Kriegerdenkmals zu Ehren der Weltkriegstoten für Dotzheim erstmals durch den damaligen Bürgermeister Eduard Sporkhorst artikuliert. Zur Finanzierung wurden Feste und Haussammlungen durchgeführt.

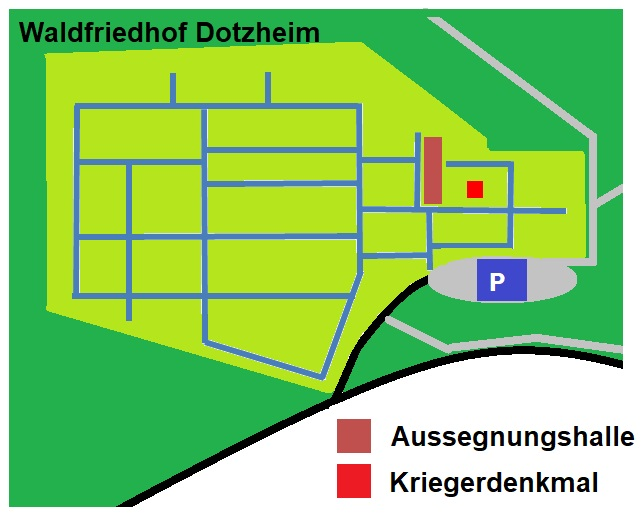
Lage des Kriegerdenkmals auf dem Friedhof in Wiesbaden-Dotzheim

### Ausführung
Die Planung der Gedenkstätte wurde dem Wiesbadener Architekten Rudolf Joseph übertragen; für die Gestaltung der Figurengruppe wurde der in Wiesbaden lebende Bildhauer Arnold Hensler gewonnen. Zuständig für die Gestaltung der Komposition war der Diplom-Gartenbauinspektor Schwarts.

### Einweihung
Im April 1928 wurde als erster Schritt eine Dokumentenkapsel in den fertiggestellten Sockel des Mahnmals gemauert. Anschließend wurde die Figurengruppe aufgestellt und das Denkmal am 6. Mai 1928 um 13 Uhr eingeweiht. Bei dieser Feier sang der evangelische Kirchenchor Dotzheims, der Männergesangverein Sängerlust, der Gesangverein Arion, der katholische Kirchenchor, der Arbeitergesangverein Liederblüte und der Quartettverein Dotzheim.

### Nachgeschichte
Es wurde die Ansicht vertreten, dass das Denkmal Hensler als Entwurf für eine lebensgroße Figurengruppe in der Kriegergedächtniskapelle in Möllingen (heute ein Ortsteil der Gemeinde Kölbingen, Westerwaldkreis, Rheinland-Pfalz) gedient haben soll, die ebenfalls im Jahr 1928 errichtet wurde. Aber während in Dotzheim die sitzende Mutter mit ihrem Kind Trauer verkörpert, bringt in Kölbingen-Möllingen der stehende Hl. Josef, der einen gefallenen Soldaten hochhebt und dem Betrachter präsentiert, eher eine Heldenverehrung zum Ausdruck.
Bis zum heutigen Tag dient das Kriegerdenkmal in Dotzheim als Ort für die jährlichen Gedenkveranstaltungen zum Volkstrauertag, die vom Ortsbeirat und den beiden großen christlichen Kirchen abgehalten werden.

## Beschreibung

### Beschreibung der Anlage
Das Denkmal wurde „in Nachahmung eines mittelalterlichen Kirchenchores konzipiert und als halbkreisförmige, massive Bruchsteinmauer angelegt“, die durch „großzügig geformte Arkaden durchbrochen“ ist. Dieser Teil des Mahnmals wurde von „Dotzheimer Bauhandwerkern in Bruchsteinen aus dem Neuhofener Steinbruch ausgeführt.“
Die gerade verlaufende Oberkante trägt die Aufschrift DEUTSCHER (-) EHRE DEINE HELDEN UND VERGISS DIE TEUREN TO(-)TEN NICHT (Das Trennzeichen (-) markiert einen Kantenumbruch im umlaufenden Fries). Der von der Steinmauer halbseitig eingerahmte runde Hof des Denkmals ist über drei Stufen zu erreichen, in dessen Mitte die Figurengruppe Arnold Henslers steht. Diese steht auf einem Sockel, der die Jahreszahlen 1914 und 1918 trägt, besitzt einen Fuß für eine Leuchte und zwei Halter für Kränze.
Links und rechts des Denkmals sind jeweils neun Gedenksteine für einzelne Soldaten im Viertelkreis angeordnet, gegenüber stehen zwei halbhohe Wände, die jeweils drei Bronzetafeln mit den Namen weiterer Gefallener aus Dotzheim tragen.

### Beschreibung der Figurengruppe

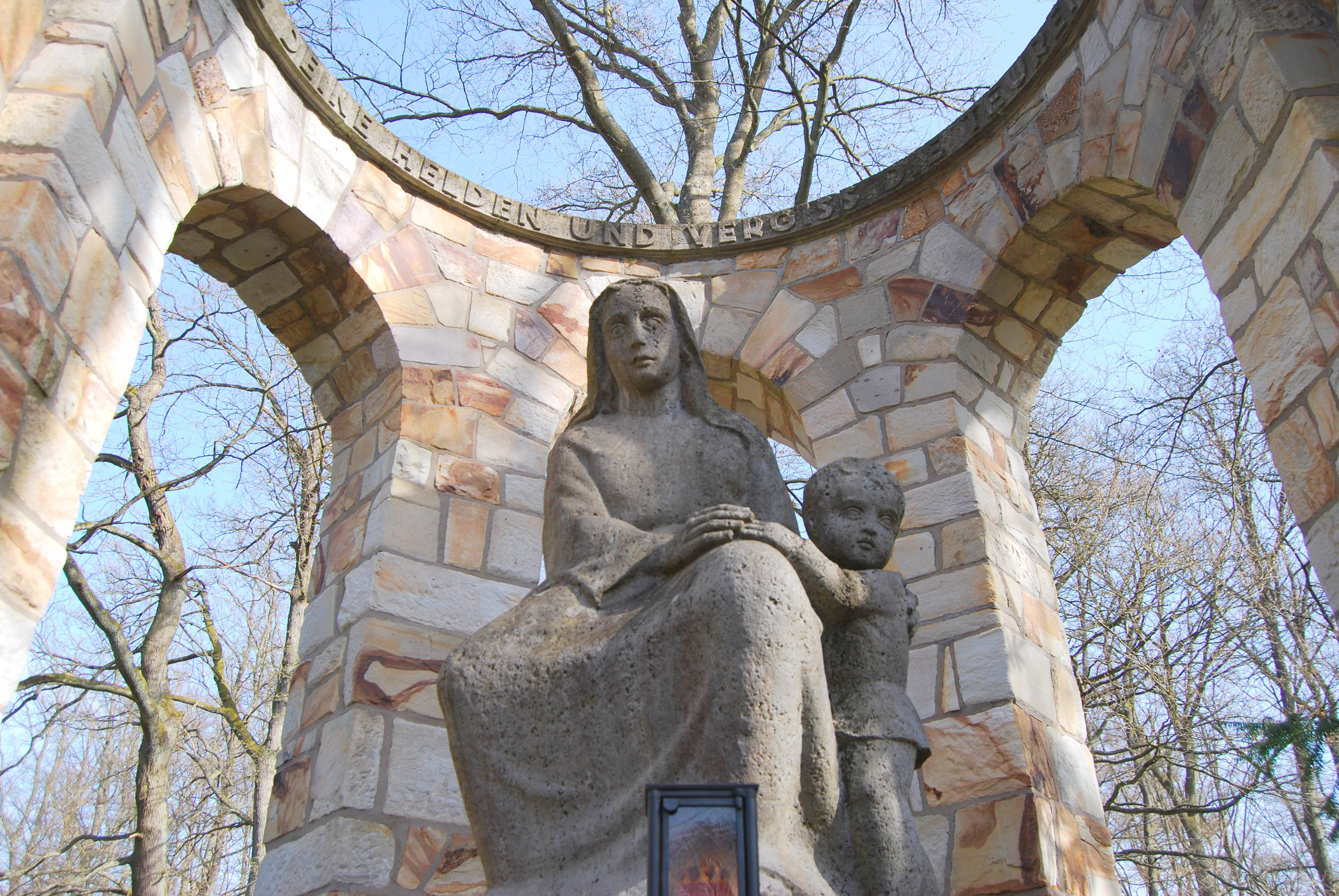
Arnold Hensler – Figurengruppe Mutter und Kind, Nahaufnahme

Die Skulptur selbst besteht aus zwei Figuren, einer sitzenden Mutter und einem stehenden Kind, und steht für „die vielen Witwen und Waisen, die der Krieg hinterlassen hat.“ Die Figurengruppe wurde aus Krensheimer Muschelkalk gearbeitet. Das Gewand der Frau „erinnert an Maria, ebenso ihre sitzende Haltung“, die ikonographisch in Pietà-Darstellungen der Gottesmutter vorkommt.

### Lage des Denkmals
Die Lage des Denkmals innerhalb des Friedhofs, seitab vom Haupteingang und seinem Weg zur Aussegnungshalle, dient der Möglichkeit des stillen Gedenkens und eröffnet die Möglichkeit, den Dotzheimer Wald, der an das Grundstück angrenzt, als „Naturkulisse“ in die „feierliche Anlage für die Gefallenen“ einzubeziehen.

## Das Denkmal im Urteil
Übereinstimmend wiesen Zeitgenossen darauf hin, dass Hensler mit seiner Figurengruppe das Hauptaugenmerk auf das Leid lenke, das Kriege auslösten. Im Gegensatz zu anderen Kriegerdenkmälern, die das Glorreiche des Heldentods beschrieben, drücke die Anlage in Dotzheim zugleich Dank für „das Entrücktsein vom Kriegsschauplatz“ und „Sehnsucht nach einer anderen Zukunft“ aus.
Signifikant ist das Fehlen des toten Soldaten in der figürlichen Darstellung des Denkmals; die dargestellten Personen, Frau und Kind, sind die Zurückgebliebenen, die Leidenden: Die Frauenskulptur sei Trägerin einer „stille(n) Klage der müden Frau, die der Krieg allein gelassen hat mit ihrem Kinde.“ Der „rückwärts schauende(n) Trauer des Weibes“ setze der Künstler den „lebensnahen Blick des Kindes“ entgegen. Trauer und Zuversicht fügten sich zusammen in der Erkenntnis: „Für das freie Leben dieses Kindes ist der Vater den Tod des Kriegers gestorben.“ Henslers Stil sei jenseits der Gefahr, „sich ins Kleinliche“ zu verlieren, alles diene „dem Ausdruck, der sich im Kopf der Frau zu stärkster Wirkung“ sammele.
Die Autoren des Katalogs Ein Künstlerpaar zwischen den Weltkriegen: Der Bildhauer Arnold Hensler, die Fotografin Annie Hensler-Möring ergänzen, dass „Hensler es verstand, das Motiv der Madonna aufzugreifen und es für den Bedarf der Zeit zu modifizieren.“ Die „Beseelung der Form“ stelle ihn in die Reihe der Bildhauer, die sich mit einem neuen Ansatz religionsgeschichtlichen Themen, wie hier dem der Mariendarstellung, widmeten.
Auf solche Weise verleiht dieses Kriegerdenkmal, das einen neuen Typus in seinem Genre verkörpert, dem Leid einen starken Ausdruck, und, wegen der reduzierten Formensprache, einen ehrlichen Ansatz, Trauer zu thematisieren und das Gedächtnis an die Toten lebendig zu erhalten.